# Система автоматизованого проєктування технологічних процесів
Систе́ма автоматизо́ваного проєктува́ння технологі́чних проце́сів (САПР ТП) (англ. computer-aided process planning, CAPP) — програмні продукти, що допомагають автоматизувати процес технологічного підготовлення виробництва, а саме: проєктування (планування) технологічних процесів та оформлення відповідної технологічної документації і є основою автоматизованої системи технологічного підготовлення виробництва (АС ТПВ).

## Завдання САПР ТП
Завдання САПР ТП наступне: по заданій електронній моделі виробу, виконаній в CAD-системі, скласти план його виробництва (маршрут виготовлення). У цей маршрут входять відомості про послідовність технологічних операцій виготовлення деталі, а також складальні операції (за необхідності); режими здійснення технологічних операцій; обладнання, що використовується на кожній операції; пристрої та інструмент, за допомогою якого на операціях виконується обробка. Зазвичай технологічне підготовлення виробництва полягає або у проєктуванні технологічних процесів на нові вироби (генеративний підхід, що ґрунтується на розпізнаванні типових конструктивних елементів і застосування до них типових технологічних операцій), або адаптації технологічних процесів по вже наявній базі типових технологічних процесів (модифікаційний підхід, який базується на групових технологічних процесах).
Система САПР ТП (CAPP) є елементом, що сполучає системи CAD (англ. computer-aided design — система автоматизованого проєктування, САПР) і CAM (англ. computer-aided manufacturing — система автоматизованої розробки програм обробки для верстатів з ЧПК)

## Ефективність впровадження САПР ТП
Основні економічні результати, що отримуються від впровадження САПР ТП:
- підвищення продуктивності праці інженера-технолога;
- підвищення технічного рівня розробки та мінімізація кількості помилок при проєктуванні;
- скорочення термінів технологічного підготовлення виробництва;
- накопичення і застосування бази знань підприємства з технологічного проєктування нових виробів та організація єдиного інформаційно-довідкового простору для технологів і конструкторів, а також служб управління виробництвом;
- покращення контролю за виконавською діяльністю.

## Особливості реалізації
САПР ТП є інтерактивним середовищем, із доступом до баз даних по матеріалах, сортаменту, обладнанню, технологічному оснащенню та іншої довідкової інформації. Сучасні САПР ТП містять модулі розрахунку технологічних режимів та норм часу, а також засоби налаштувань під спеціалізовані форми технологічної документації.
Системи САПР ТП перебувають у фазі розвитку, чим можна пояснити невелику кількість завершених комерційних вирішень, та відсутність очевидного лідера цього напряму. Серед відомих продуктів перебувають системи ADEM CAPP компанії ADEM (РФ), ВЕРТИКАЛЬ  компанії АСКОН (РФ) тощо.